# Architectuur in Nederlands-Indië

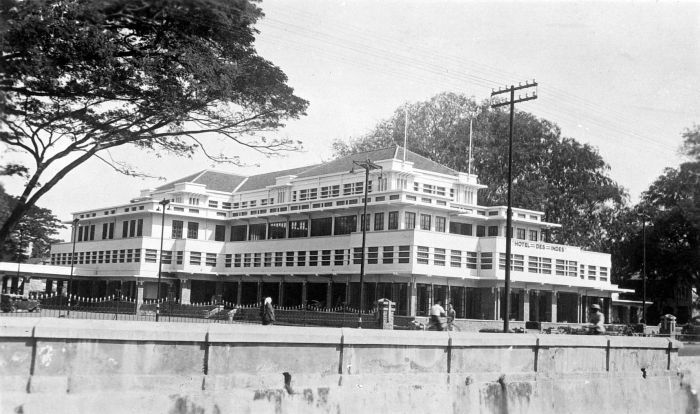
Hotel des Indes, Batavia, 1898

De architectuur in Nederlands-Indië is te vinden in de architectuur in het huidige Indonesië en beslaat een periode van ongeveer 350 jaar, vanaf de VOC-tijd met Jan Pieterszoon Coen tot aan enkele jaren na de onafhankelijkheidsverklaring van Indonesië.

## Overzicht
Hoewel in Nederland aan de architectuur in het voormalig Nederlands-Indië weinig aandacht is besteed, zijn talloze bouwwerken nog steeds toonaangevend in de grote steden van het huidige Indonesië, met name op het hoofdeiland Java. Vanaf de jaren '80 van de vorige eeuw is echter de belangstelling voor deze architectuur zowel in Nederland als in Indonesië toegenomen, hetgeen tot uitdrukking komt in het aantal boeken, publicaties en lezingen over dit onderwerp. Studie, onderzoek en beschrijving heeft in 1986 geleid tot de oprichting van de werkgroep Architectuur en Stedebouw in Indonesië (ARSI), die sinds 1989 deel uitmaakt van de stichting Cultuurgeschiedenis van de Nederlanders Overzee (C.N.O.).

## VOC-periode

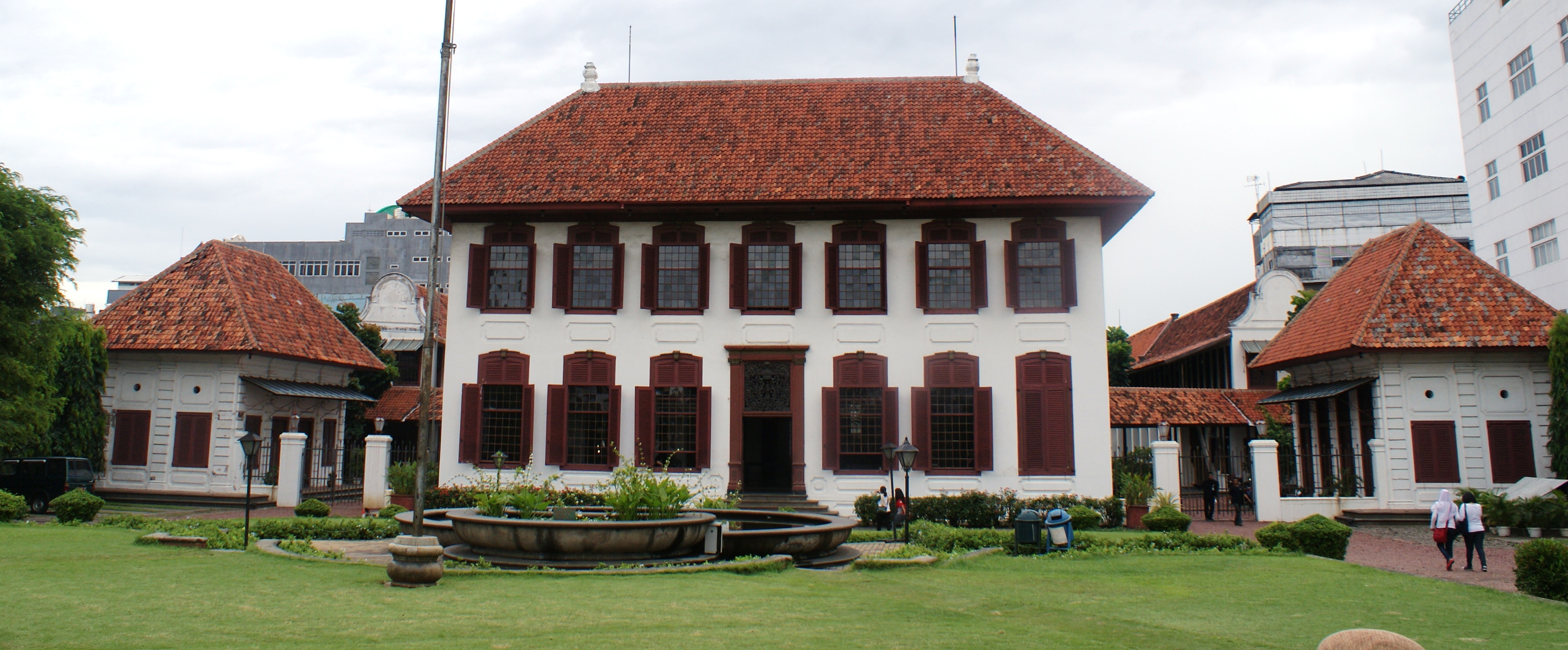
Het Huis Reinier de Klerk uit omstreeks 1760 is het enige intact overgebleven landhuis uit de VOC-periode.

Batavia werd in 1619 gesticht en werd de rendez-vous haven voor de VOC waar faciliteiten en opslagruimte zou komen dat nodig was voor de thuisvloot naar de Nederlandse Republiek. De stad werd op een geordende manier aangelegd volgens de principes van wiskundige Simon Stevin. De ideale stad die Stevin tekende in 1600 zou overeenkomen met het stadsplan van Batavia, met rechthoekige bouwblokken en een grachtenstelsel. Aan de monding van de rivier Ciliwung werd kasteel Batavia gebouwd. Tussen 1629 en 1681 groeide de stad flink. In de stad werd begin zeventiende eeuw gebouwd volgens de stijl van de Hollandse renaissance dat ook in Holland gangbaar was, doch in Batavia was het sterk vereenvoudigd. Het eerste stadhuis werd in 1620 gebouwd. Deze was al snel bouwvallig geworden zodat een nieuwe zou komen aan het Stadhuisplein. Wegens bouwvalligheid zou ook deze in 17010 plaatsmaken voor een derde stadhuis. Het werd een imposant gebouw in Hollandse stijl, momenteel het Museum Sejarah Jakarta en werd wel eens vergeleken met het Amsterdamse Stadhuis op de Dam uit 1648. De grachtenpanden in Batavia leken op de huizen in Hollandse steden. Een verschil was dat de daken in Batavia parallel aan de straten liepen met een grote dakoverstek zodat de gevels tegen regen en zon beschermd werden. De huizen werden wit gepleisterd om ze te beschermen tegen de warmte en vocht. De stedelijke elite van Batavia woonde aan de Tijgersgracht, totdat een zware aardbeving in 1699 de gracht liet dichtslibben. De gracht spoelde niet meer door en het leven langs de gracht werd als ondraaglijk beschouwd. Rond 1810-1811 werden de grachten evenals de Tijgersgracht gedempt. Enkele grote woonhuizen langs de Kali Besar, de belangrijkste verkeersader van het oude Jakarta, zijn nog bewaard gebleven. Gebouwen uit het VOC-tijdperk die bewaard gebleven zijn zijn onder andere de Gereja Sion, de oudste kerk van Jakarta, de Toko Merah uit 1730, het stadhuis uit 1710 en de Westzijdse pakhuizen.
Vanaf de achttiende eeuw liet de elite huizen buiten de muren van Batavia bouwen waar het aangenamer wonen was. Eenvoudige tuinhuisjes evalueerden tot landhuizen met bijgebouwen en een grote parkachtige tuinen. Niet zelden werden de huizen gefinancierd van winsten uit sluikhandel en corruptie. De elite hield vaak ook nog een huis binnen de stadsmuren. De weelderige landhuizen werden tussen 1700 en 1770 gebouwd in Europese stijl maar wel met aanpassingen waardoor het bestand was tegen de tropische omstandigheden. Deze huizen kregen vanaf 1750 meer Indische invloeden waardoor het Nederlands-Indische landhuis ontstond. De onderkant van het huis was met de openingen voor betere toevoer van licht en lucht was geïnspireerd op het Javaanse huis. De bovenkant oogde Europees met de ornamentiek, kozijnen, ramen en deuren. De zolder was een grote ongebruikte ruimte die voorkwam dat het huis te veel opwarmde. Het enige buitenhuis van Batavia dat nog bestaat uit deze periode is het Huis Reinier de Klerk uit 1760 aan de vroegere Molenvliet.

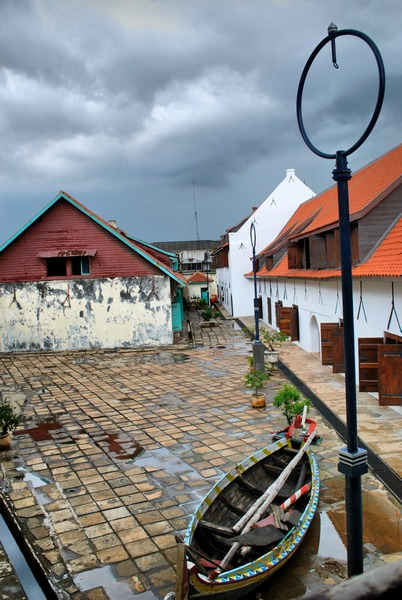
De Westzijdse pakhuizen waar tegenwoordig het Maritiem Museum in gevestigd is.
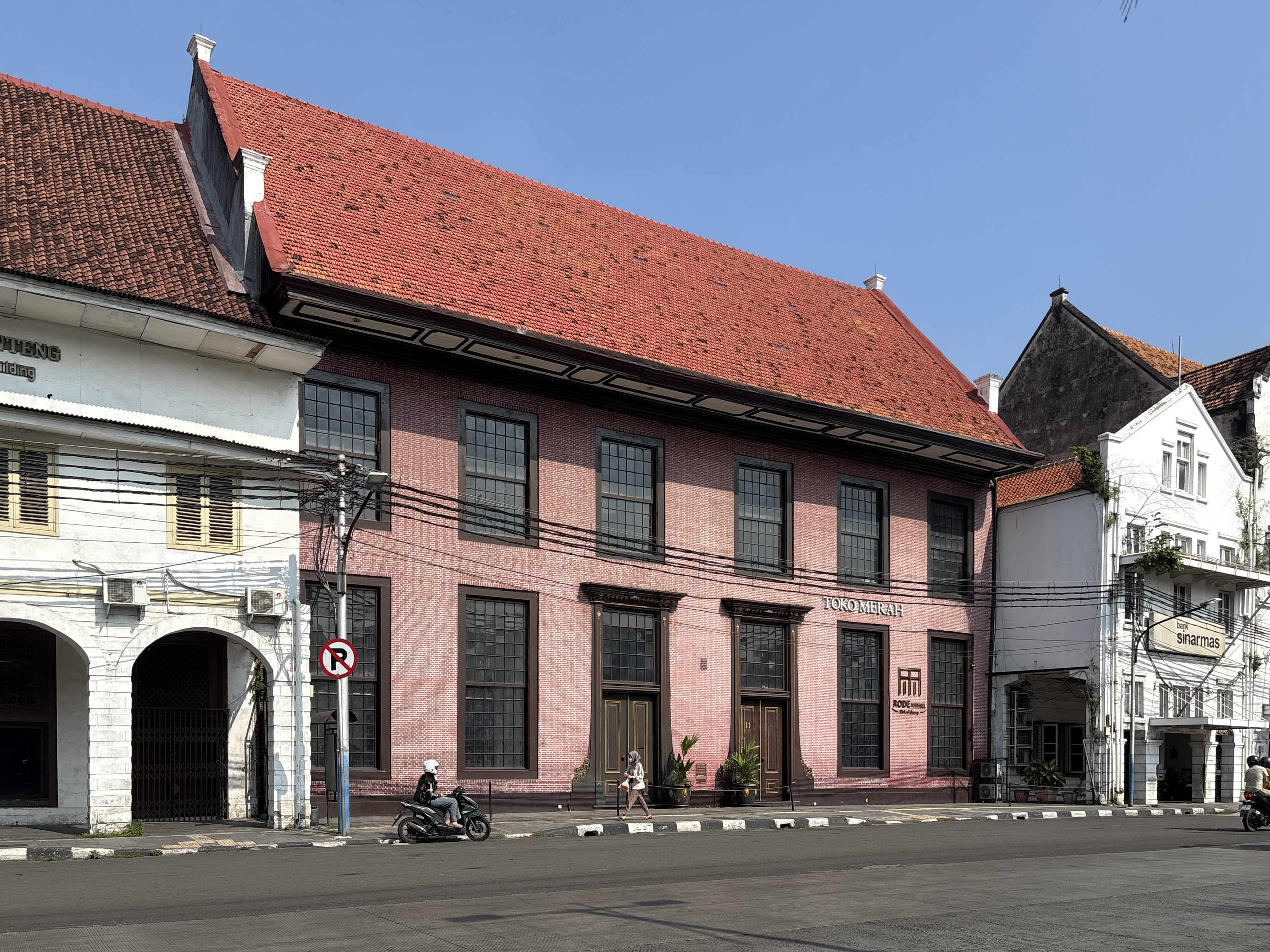
Toko Merah, de Rode Winkel, uit 1730, was gebouwd als woning voor Gustaaf Willem van Imhoff
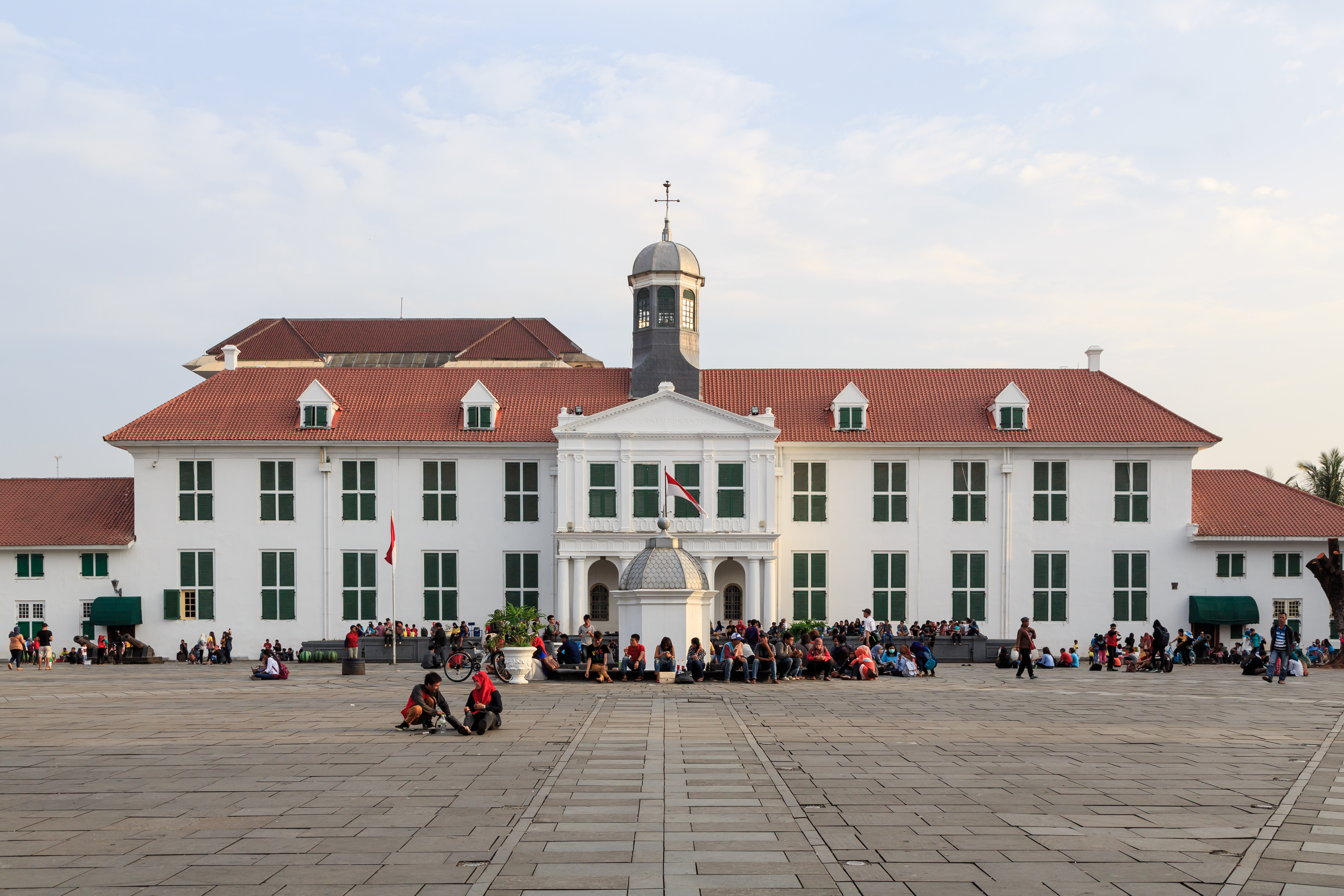
Het voormalige stadhuis uit 1710
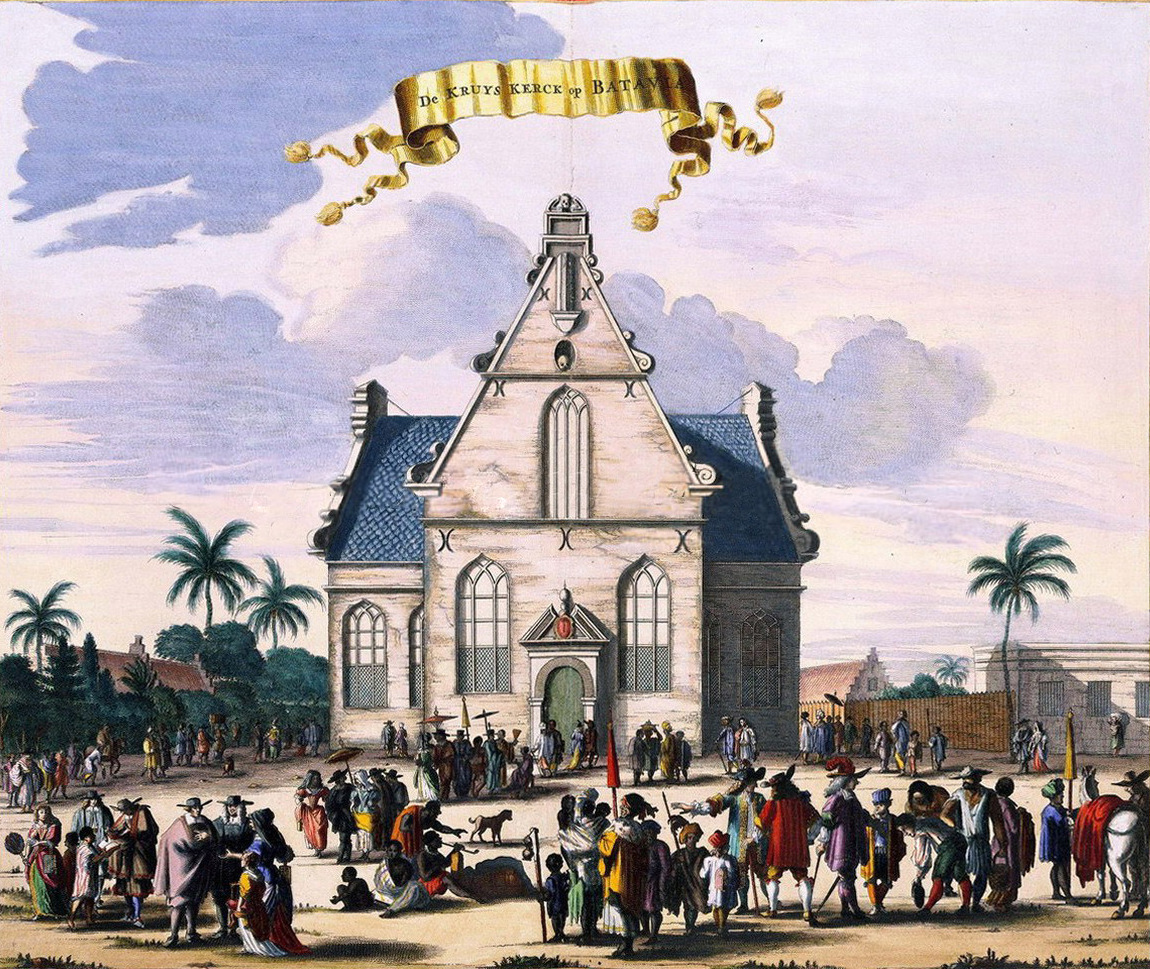
De Kruiskerk (Batavia), uit 1640, gesloopt in 1732

## Negentiende eeuw

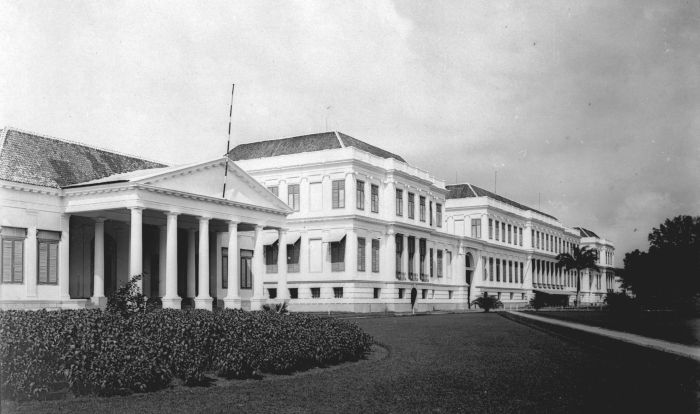
Links het Hooggerechtshof en daarnaast het Paleis van Daendels uit 1827.

Eind achttiende eeuw was de VOC, het bedrijf met een monopolie op de handel met Indië, na tweehonderd jaar handeldrijven in Azië, achtergebleven. Corruptie, achterblijven van investeringen, inadequaat reageren op een veranderende vraag en een inefficiënte organisatie waren allemaal redenen waarom de VOC niet meer werkte. In 1795 werd het bestuur over de VOC overgenomen door de Nederlandse staat en ging de Indonesische archipel, als Nederlands-Indië, een nieuwe fase in.
De eerste stap voor het ontwikkelen van de infrastructuur op Java was het door Gouverneur-Generaal Daendels laten aanleggen van de Grote Postweg. Het project, waarbij naar verluidt duizenden inlanders omkwamen, begon in mei 1808 en werd afgerond in 1810. De weg bleek van grote betekenis voor de ontwikkeling van steden door de ontsluiting van landbouwgebieden. Naast de Grote Postweg verplaatste Daendels ook de regeringszetel van Batavia naar Weltevreden en stichtte zodoende een satellietstad van Batavia. Hij introduceerde de uit Frankrijk afkomstige neoclassicistische Empirestijl in Nederlands-Indië en liet meerdere gebouwen in deze stijl plaatsen, aangepast naar de lokale omstandigheden, klimaat en beschikbare bouwmaterialen. Zo ontstond een eigen Indische Empirestijl die de macht van de koloniale heersers moest uitstralen. Kenmerkend voor deze stijl zijn de galerijen met hoge zuilen, kroonlijsten en wit gepleisterde muren. Wel verwaterde de zuiverheid gedurende de tweede helft van de negentiende eeuw met de komst van luifels van gegolfd dakijzer en het gebruik van ijzeren of houten zuilen.
In de negentiende eeuw waren nog geen bouwkundig ingenieurs aanwezig in Indië. Bouwprojecten werden ontworpen en uitgevoerd door ingenieurs van de genie of van Waterstaat, die zich gewoonlijk bezighielden met de bouw van bruggen, duikers en stuwen. In 1809 liet Daendels een nieuwe gouvernementsresidentie op het landgoed Weltevreden bouwen, het latere Gouvernements Hôtel. Andere gebouwen die in de Indische Empirestijl werden gebouwd zijn de Willemskerk, de huidige Gereja Immanuel, in 1834 en de Hollandse Schouwburg, nu Gedung Kesenian en het Paleis te Buitenzorg, het huidige Istana Bogor. Andere voorbeelden zijn de Sociëteit de Harmonie uit 1809 en gesloopt in 1985, het paleis van de president, het Merdeka-paleis in Jakarta uit rond 1860 en het Nationaal Museum van Indonesië uit 1862.
Rond het Koningsplein werden Indische woonhuizen voor de elite gebouwd in neoclassicistische stijl. De witgepleisterd huizen hadden gewoonlijk aan de voor- en achterkant een open zuilengalerij, met elkaar verbonden via een middengalerij. De slaapkamers en overige woonvertrekken kwamen uit op de middengalerij. Het huis kende een verdieping en het dak bestond uit een schilddak.
De neoclassicistische bouwstijl kwam niet overeen met de gangbare bouwstijl in Nederland. Wel leek het op de bouwstijl die gebruikt werd in de Engelse koloniën, zoals in India en Maleisië. Men vond het belangrijk dat de bouwstijl vooral representatief was en macht uitstraalde. Zoals gezegd waren tot eind negentiende eeuw vrijwel geen architecten werkzaam in Nederlands-Indië. Ingenieurs van Waterstaat en de genie zorgden voor de bouwwerken. Daarbij maakten zij gebruik van een modellenboek waarbij aangegeven stond hoe ontworpen en gebouwd moest worden. Dit zorgde voor veel vergelijkbare bouwwerken en van vernieuwing was geen sprake.

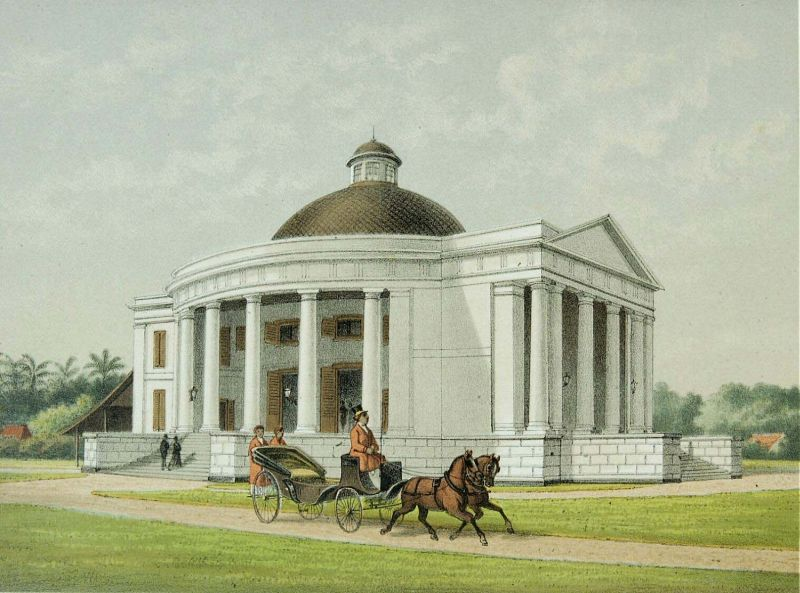
De Willemskerk, nu Gereja Immanuel, uit 1835, in Jakarta
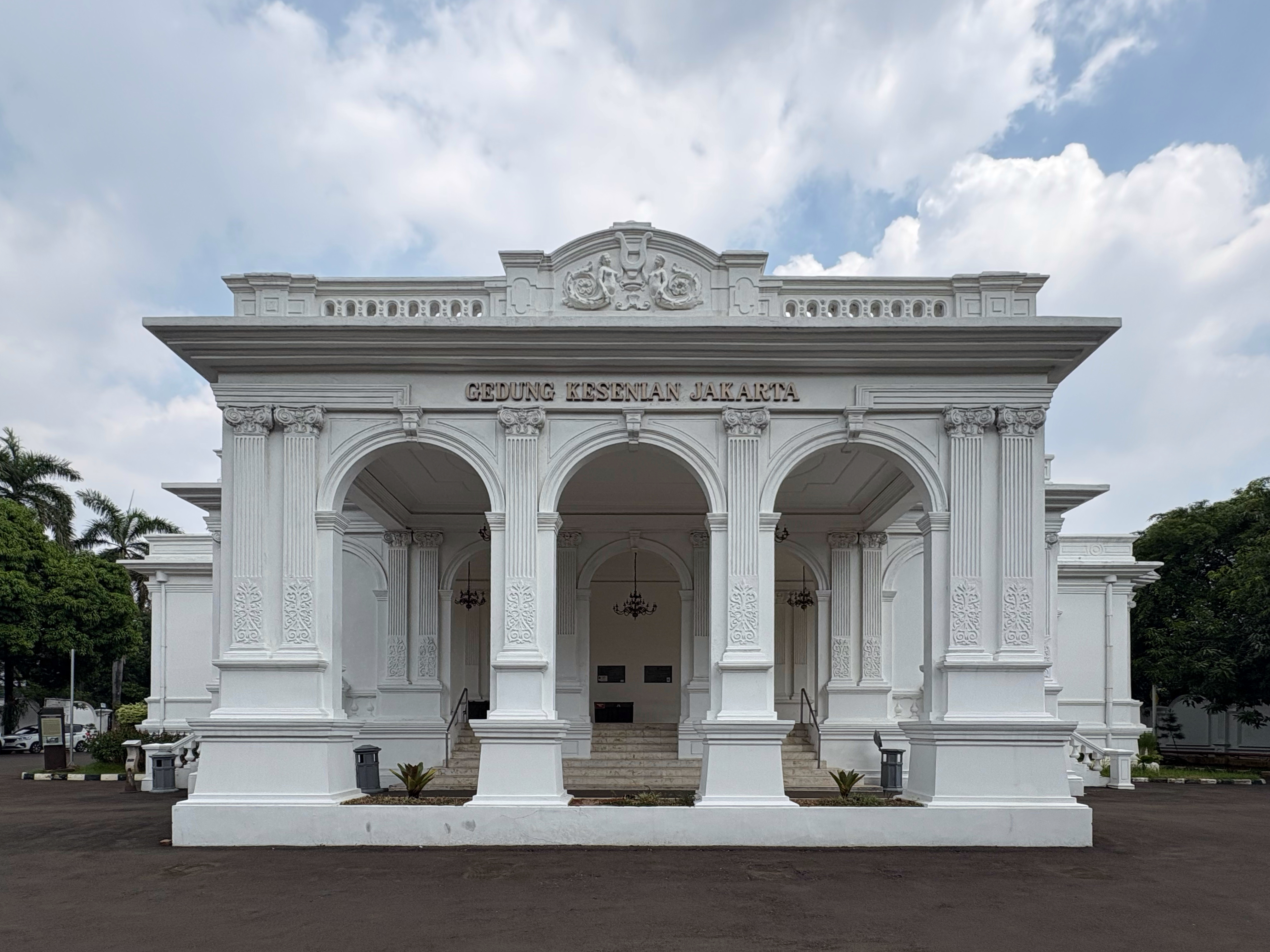
De Schouwburg, nu Gedung Kesenian, uit 1821, in Jakarta
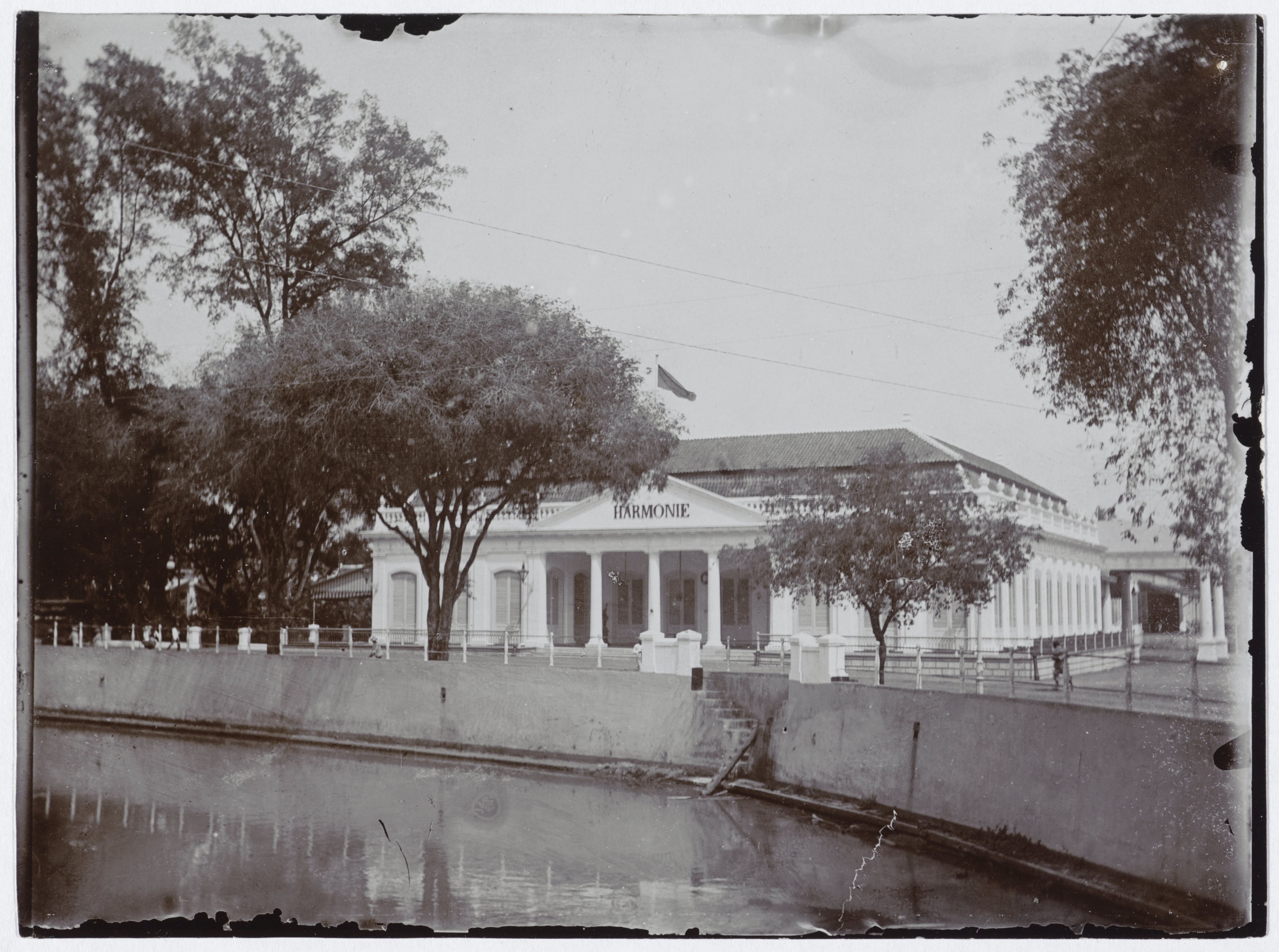
Sociëteit de Harmonie in Jakarta uit 1809, door J. Jongkind en afgebroken in 1985
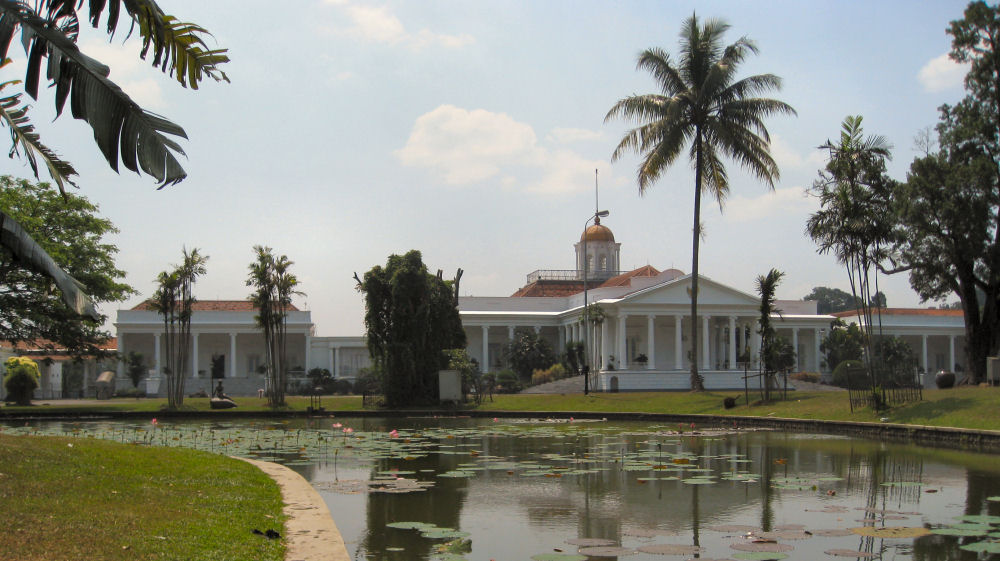
Paleis te Buitenzorg, verbouwd in 1834, in Bogor
Paleis van Justitie, uit 1895, Surabaya

Het Cultuurstelsel werd onder het bewind van Gouverneur-Generaal Van den Bosch ingevoerd tussen 1830 en 1833. In dit systeem was het gouvernement van Nederlands-Indië de enige ondernemer in de landbouw en werden boeren gedwongen een deel van de productie aan de overheid te leveren. Enorme winsten werden hierop behaald op de wereldmarkt, maar het systeem leidde vaak tot uitbuiting en grove sociale misstanden. De afvoer van agrarische producten liep via drie grote steden Batavia, Semarang en Soerabaja. Door de groeiende handel ontwikkelden deze steden zich sterk tot handelscentra. Langzamerhand trok de bouwgolf landinwaarts waarbij het wegennet en spoorwegnet werd uitgebreid. Na de afschaffing van het cultuurstelsel in 1870, konden vele particuliere ondernemers en architecten zich vestigen en bouwontwerpen realiseren.
Vanaf eind negentiende eeuw kwamen naast het verwaterde classicisme ook andere eclecticistische stijlen op zoals de neogotiek en neoromantiek. Stijlen werden gebruikt naar de wens van de opdrachtgever. Voorbeelden van deze stromingen zijn Huis Raden Saleh, in Jakarta, uit 1853 en de Kathedraal van Jakarta, uit 1899-1901, in Jakarta.

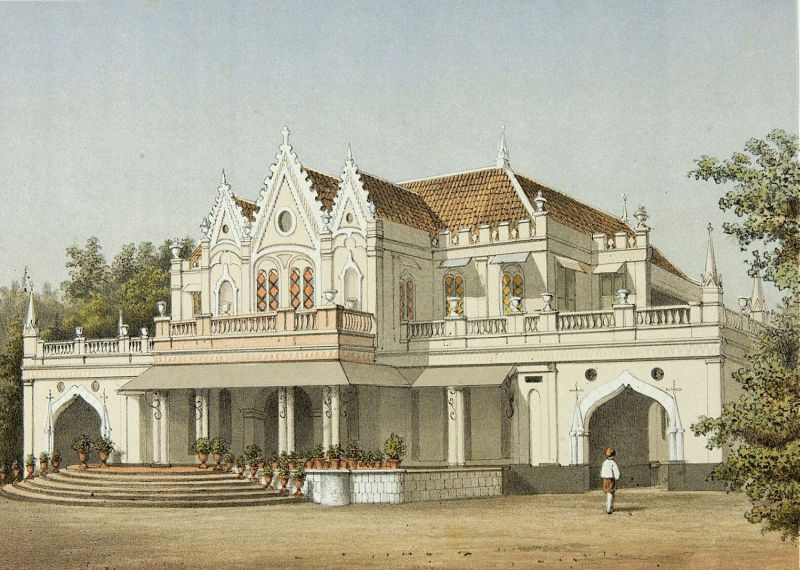
Huis Raden Saleh in Jakarta, uit 1853.
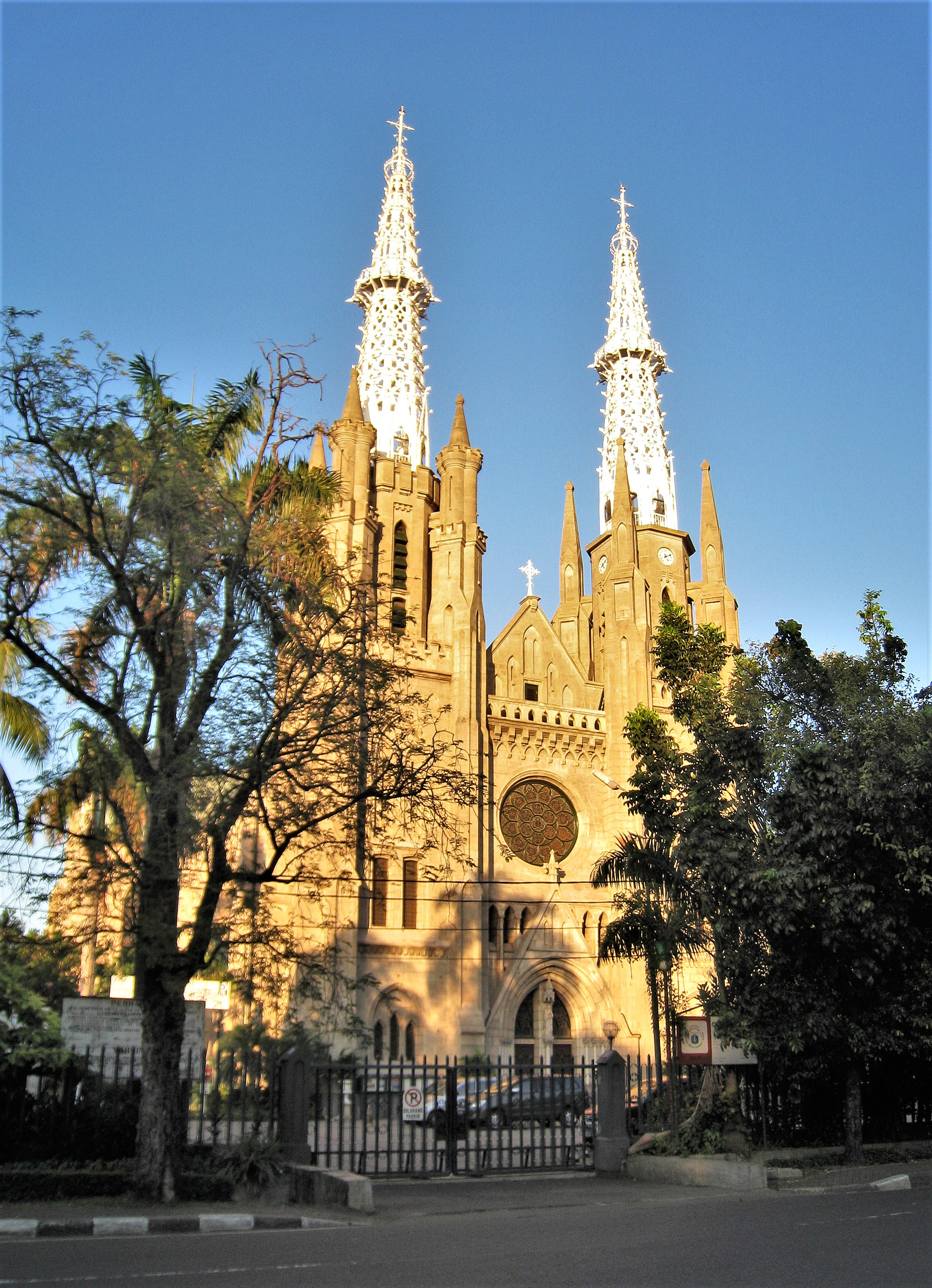
Kathedraal van Jakarta, in Jakarta, uit 1901.

## Twintigste eeuw

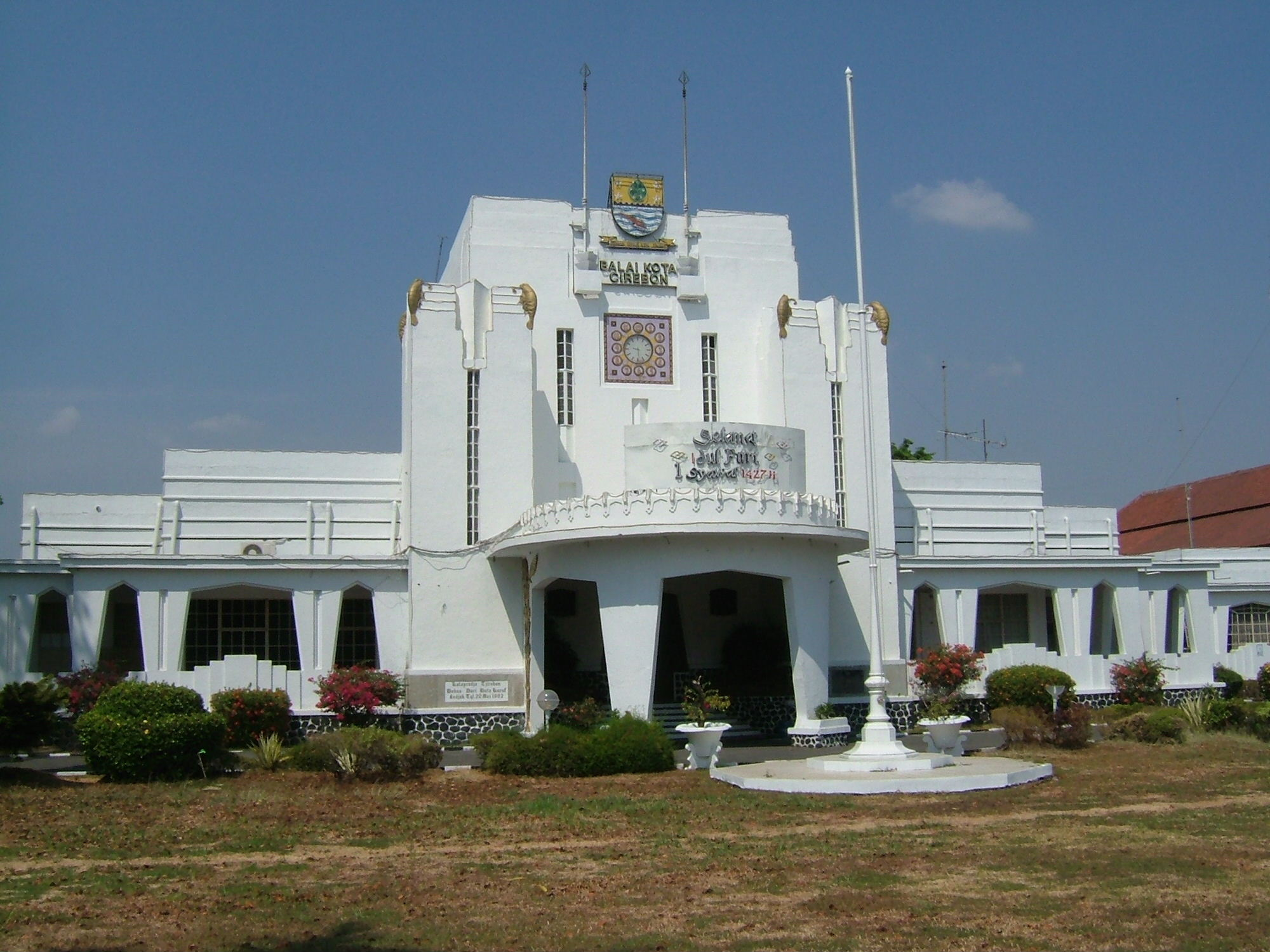
Stadhuis in Ceribon uit 1921, ontwerp van architect J.J. Jiskoot.

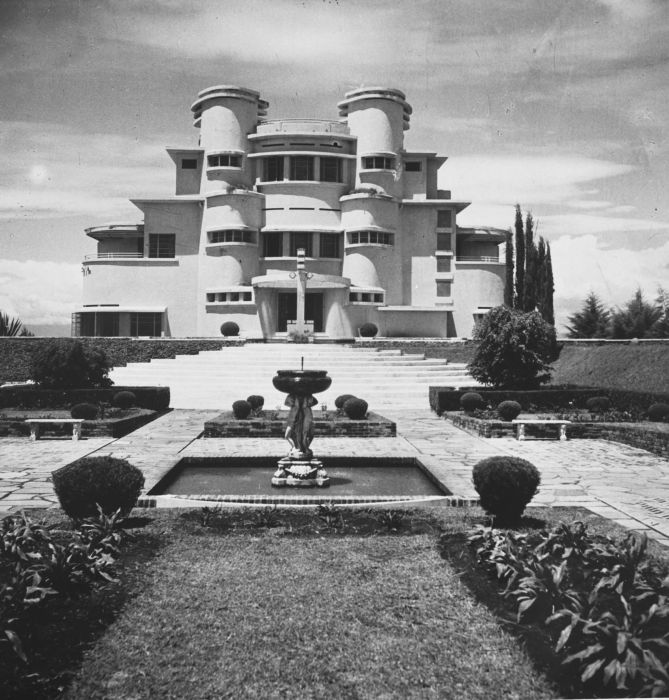
Villa Isola bij Bandung uit 1932 in art-deco-stijl. architect C.P. Wolff Schoemaker

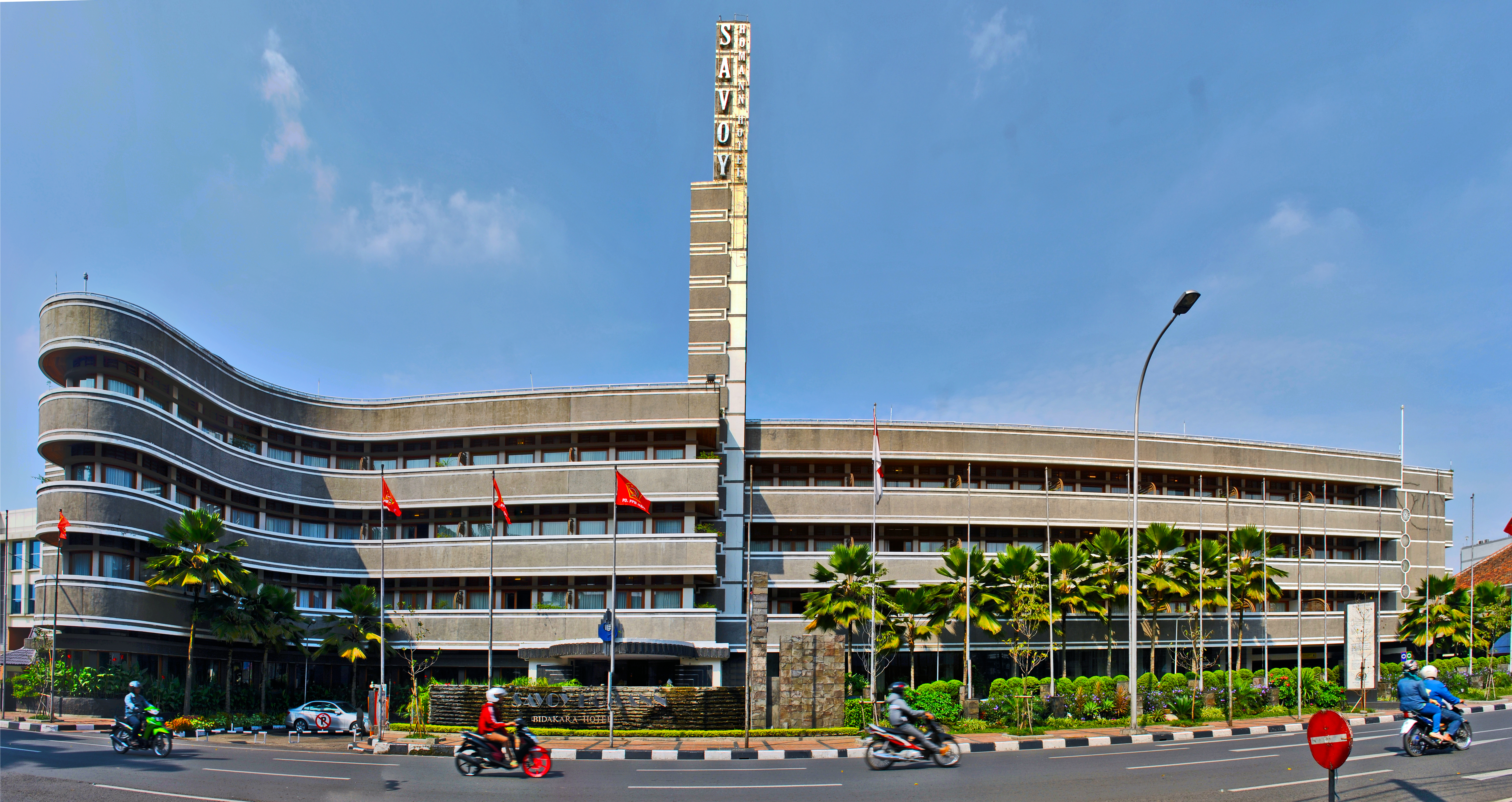
Hotel Savoy Homann in Bandung uit 1939 (gefotografeerd in 2014).

### Traditionalisme en rationalisme
Eind negentiende eeuw waren veel veranderingen aan de gang. De groeiende steden konden niet meer centraal aangestuurd worden en daarom werd in 1903 de Decentralisatiewet en in 1905 de lokale radenordonnantie aangenomen zodat de eerste gemeenten naar Nederlands model konden worden opgericht. Stadsontwikkeling werd nu een gemeentelijke taak. Voor de eeuwwisseling was de overheid de belangrijkste opdrachtgever voor de bouw van overheidsgebouwen. Vanaf 1905 namen Nederlandse investeringen in Indië toe en vestigden zich grote handelsfirma's waardoor een particuliere bouwmarkt ontstond. Het zorgde ervoor dat tussen 1900 en 1930 enorm veel werd gebouwd. Opdrachtgevers en architecten volgden in de ontwerpen de leidende stromingen in de westerse wereld. Invloedrijk waren de ideeën van Frank Lloyd Wright en Willem Dudok. De eerste architecten en bouwkundige ingenieurs kwamen naar Indië en opende filialen van Nederlandse architectenbureau of gingen aan het werk bij het Departement voor Burgelijke Openbare Werken of bij de gemeente.
Het eerste 'moderne' kantoorgebouw in Indië was het hoofdkantoor van de Nederlandsch-Indische Spoorwegmaatschappij uit 1907 in Semarang, ook wel genaamd Lawang Sewu wat Javaans is voor Duizend Deuren. Het gebouw leek op een paleis en straalde trots uit van de vooruitgang. Het gebouw was in Nederland ontworpen door J.F. Klinkhamer en B.J. Ouëndag, bij gebrek aan architecten in Indië, maar bij het ontwerp werd rekening gehouden met de tropische omstandigheden. Zonlicht werd bijvoorbeeld tegengehouden door een galerij en er was ventilatie.
Piet Moojen was een van de eerste architecten in Nederlands-Indië toen hij daar in 1904 aankwam. Vanaf 1906 werkte hij als zelfstandig architect. Moojen pleitte voor een rationele Indische bouwkunst en verwierp de klassieke bouwvormen. Hij was ook volgens de invloedrijke architect Berlage degene die moderne architectuur in Nederlands-Indië introduceerde. Zijn eerste grote bouwontwerp was het kantoorgebouw van de Nederlandsch-Indische Levensverzekering- en Lijfrente-Maatschappij (NILLMIJ) aan Noordwijk dat hij samen ontwierp met Simon Snuyf in 1908. Het gebouw heeft invloeden van het NIS-gebouw in Semarang en de Beurs van Berlage in Amsterdam. Tegelijkertijd werkte Snuyf aan het ontwerp voor een Post- en Telegraafkantoor in Medan. Dit gebouw dat een groot koepeldak kreeg, is nog steeds een landmark in Medan en bracht Snuyf als architect bekendheid. Moojen ontwierp een gebouw voor de Bataviase Kunstkring in 1913. Dat was het laatste gebouw dat hij als architect in Nederlands-Indië ontwierp. 
In 1909 bezocht de Amsterdamse architect Eduard Cuypers Nederlands-Indië. Hij begon met Marius Hulswit het architectenbureau Ed. Cuypers en Hulswit, Weltevreden. Vanaf 1916 heette de architectencombinatie Hulswit-Fermont en Ed.Cuypers, door toetreding van Arthur Fermont (1882-1967). Zij waren gespecialiseerd in traditionele eclectische bouwstijl dat door het monumentale karakter uitermate geschikt was voor bankgebouwen en handelshuizen. De ontwerpen hadden allen klassieke westerse bouwvormen gecombineerd met oud Javaanse ornamenten. Cuypers had contacten met de directeur van de Javasche Bank, G. Vissering, en kreeg van hem de opdracht voor het ontwerp van bankgebouwen in Makassar en Medan. Daar de bouw in Makassar in eerste instantie aan Moojen was beloofd zorgde dat voor een botsing tussen hem en Cuypers. Hierna kreeg Cuypers de opdracht voor het hoofdkantoor van de Javasche Bank in Batavia, het huidige Bank Indonesia-museum. Het werd een paleisachtig gebouw in een neorenaissance stijl. De stijl was een reactie op de rationele architectuur, kreeg later het predicaat Um 1800-Bewegung of 'Heroriëntatie' en was indertijd geheel conform de wens van grote bankinstellingen.

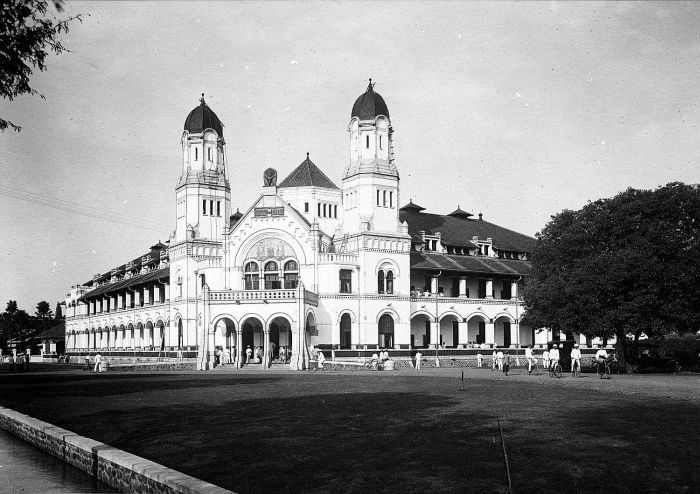
Het hoofdkantoor van de Nederlandsch-Indische Spoorweg Maatschappij (NIS) in Semarang uit 1907, door J.F. Klinkhamer en B.J. Ouëndag.
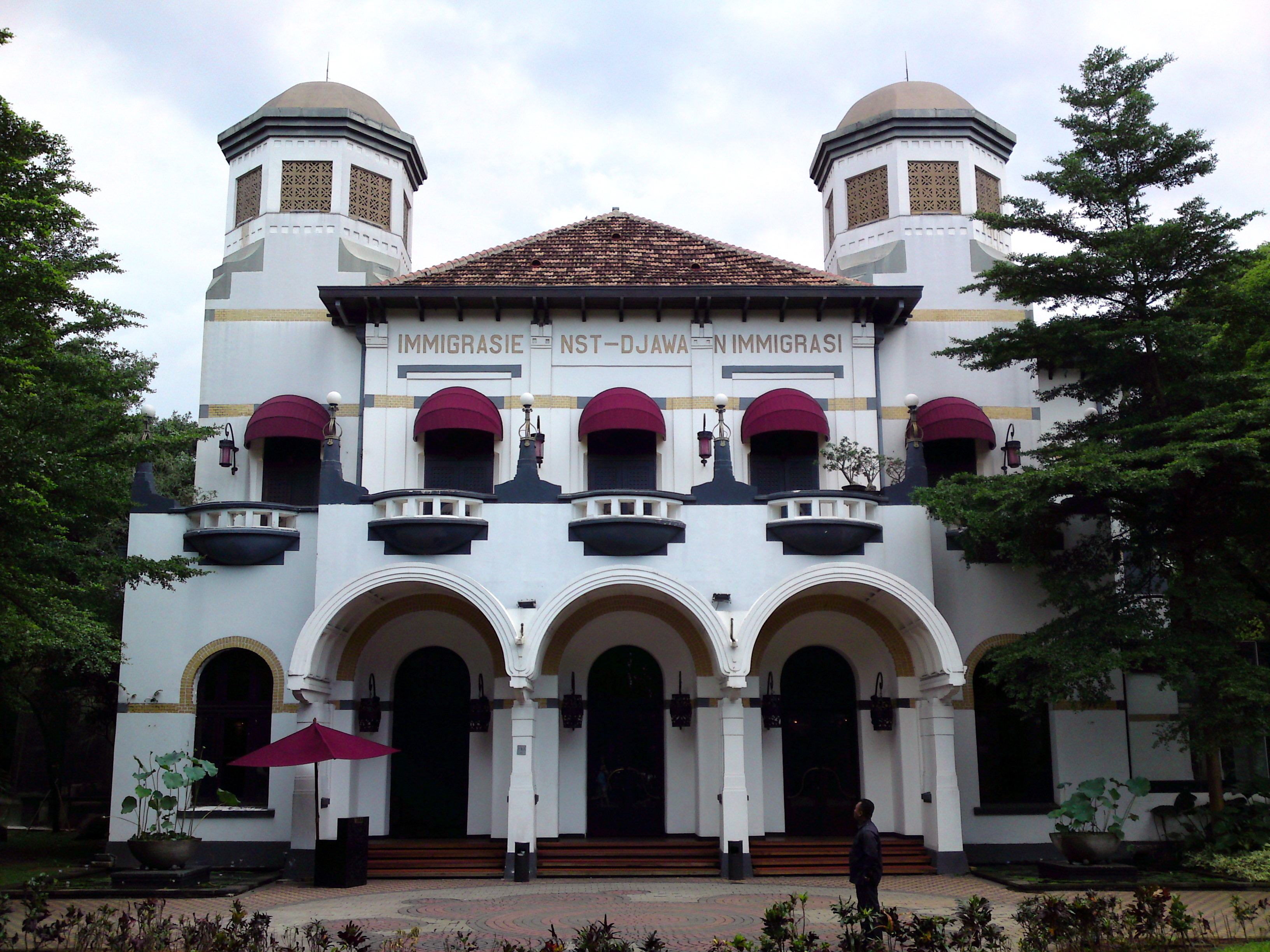
Bataviasche Kunstkring in Jakarta uit 1913 door Piet Moojen
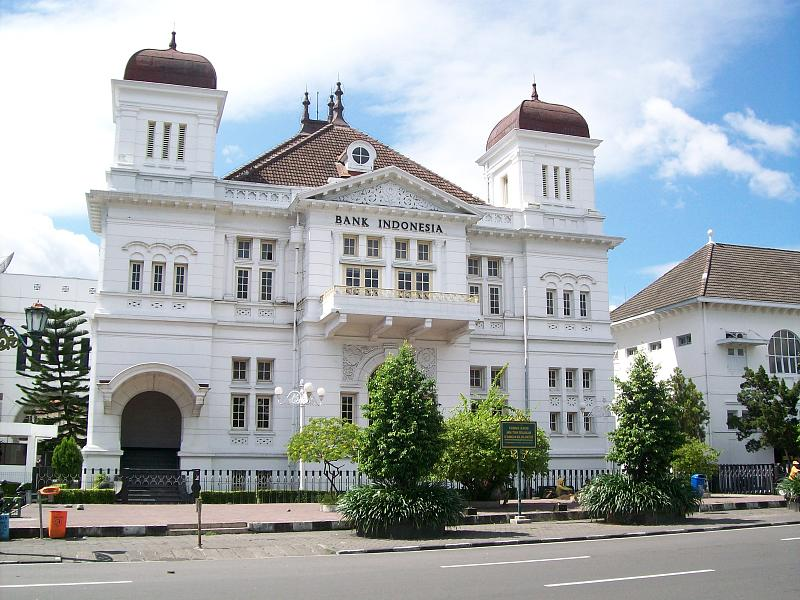
Voormalig bankgebouw van de Javasche Bank, in Yogjakarta uit 1915, door Eduard Cuypers
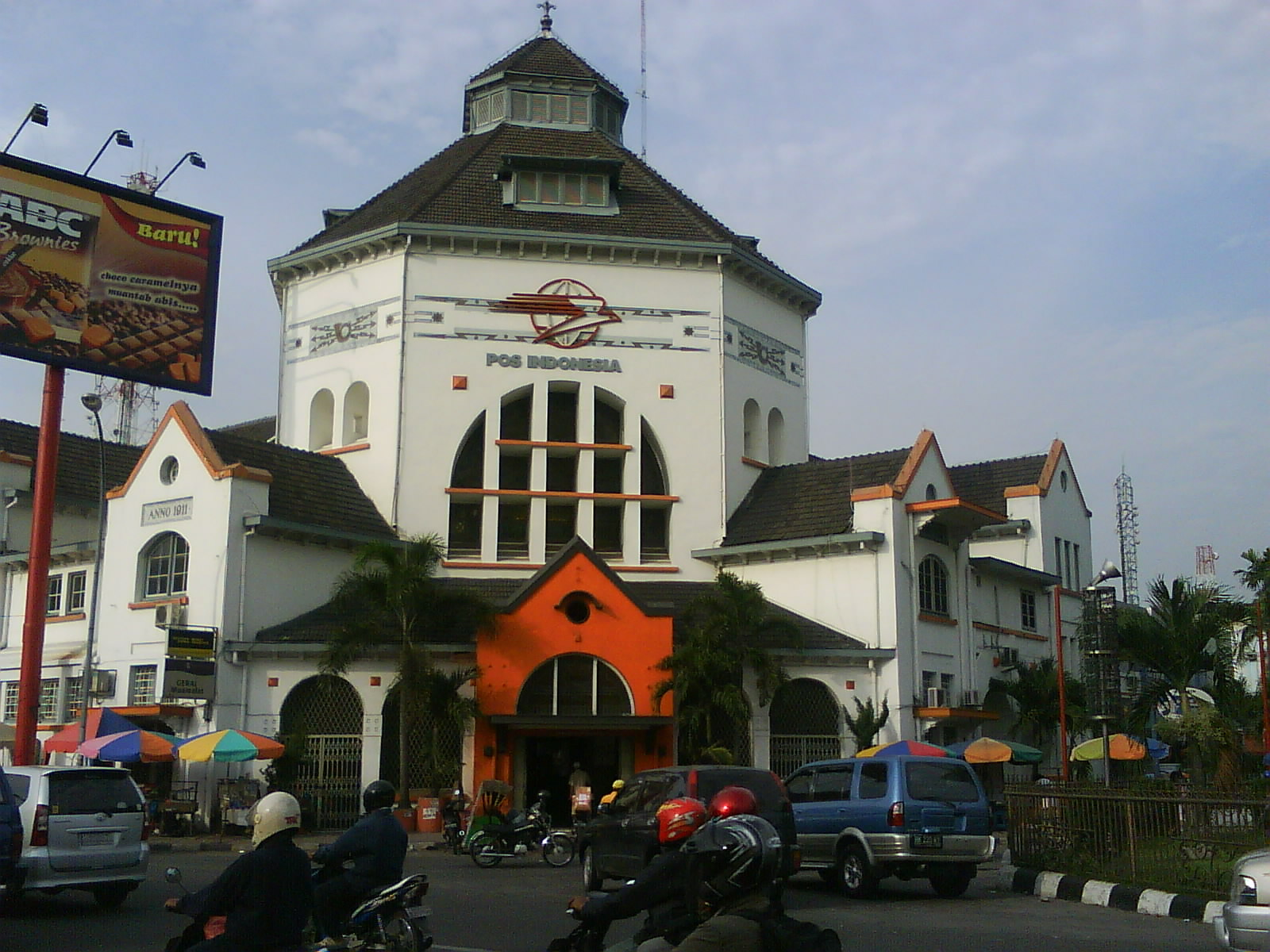
Het Post- en telegraafkantoor in Medan, uit 1911 door Simon Snuyf.

Na de Eerste Wereldoorlog kreeg het Indische bouwen tussen 1915 en 1925 een eigen karakter waarin het tropische klimaat een beslissende rol kreeg bij de architectonische vormgeving. Grote dakoverstekken en terugliggende gevels hielden het zonlicht tegen, er was veel aandacht voor ventilatie, en de daken waren veelal hellend vanwege de hevige buien. Het kantoorgebouw van de Koninklijke Paketvaart Maatschappij (KPM), ontworpen door Frans Ghijsels, is een voorbeeld voor deze nieuwe periode. Het gebouw aan het Koningsplein in Batavia was vernieuwend met zijn sobere architectuur in vroege art decostijl. Een ander voorbeeld was het Indische art deco stadhuis van Cirebon, van Joost Jiskoot. Andere gebouwen uit die tijd zijn: het NILLMIJ-kantoor in Yogyakarta, het postkantoor in Batavia, het stadhuis van Malang, het treinstation van Tandjong Priok.

### Indisch bouwen
In de jaren twintig ontstond een architectendiscussie over het Indische bouwen en of oorspronkelijke Javaanse bouwvormen, detailleringen, materialen en constructietoepassingen toegepast konden worden. Charles P. Wolff Schoemaker die onder andere de jaarbeurs in Bandung had ontworpen vond niet dat er een Javaanse bouwtraditie bestond die de basis zou kunnen vormen voor een moderne bouwstijl. Henri Maclaine Pont daarentegen vond van wel. Van zijn hand was de Technische Hogeschool in Bandung uit 1918/1919 bestaande uit aan elkaar geschakelde paviljoens rond twee centrale aula's. Ook de architect Thomas Karsten was van mening dat bepaalde traditionele elementen gebruikt konden worden voor een nieuwe Indische bouwstijl. Zo ontwierp hij het volkstheater Sobokartti in Semarang uit 1931 dat gebaseerd was op de Javaanse pendopo als grondvorm.
De discussie verzandde na 1924. Naast de Jaarbeurs ontwierp Schoemaker in 1932 ook Villa Isola voor de persmagnaat D.W. Berretty. Thomas Karsten trad bij de gemeente Semarang in dienst als adviseur en zou een stempel drukken op de ontwikkeling van de Nederlands-Indische architectuur en stedenbouw. Hij ontwierp onder andere het kantoorgebouw van de Zustermaatschappijen in Semarang en het kantoorgebouw van de Stoomvaart-Maatschappij Nederland in Semarang.
In de periode 1930-1942 kwamen stedenbouwkundige ontwerpen aan bod. Door het uitbreken van de Tweede Wereldoorlog werden deze slechts deels uitgevoerd, zoals het nieuwe ontwerp voor de wijk Menteng in Batavia. Vele architecten belandden, zoals hun andere landgenoten, in jappenkampen en kwamen daar gebroken uit.
Na de Tweede Wereldoorlog bleven toch nog enkele architecten en stedenbouwkundigen werkzaam. De oorlogsschade van de Tweede Wereldoorlog noopte tot nieuwe stedenbouwkundige ontwerpen, zodat eind 1948 veel stadsplannen gereed kwamen, waarin zelfs flatbouw gepland was, een voor die tijd ongekend fenomeen en afkomstig van de Indonesische architect Moh. Soesilo.
Niet alleen voor maatschappijen en overheid werden gebouwen ontworpen; aan volkshuisvesting werd ook aandacht besteed door de bouw van een model-kampong Taman Sari in Batavia in 1913 door de gemeente. Dit experiment mislukte echter, omdat de bouwkosten te hoog waren opgelopen.
Na de onafhankelijkheid van de Republik Indonesia zijn er nog enkele jaren Nederlandse architecten werkzaam geweest. De nieuwbouw na deze periode is echter door Indonesische architecten ter hand genomen. 
Van de vele architecten die tussen 1900-1958 in Nederlands-Indië/Indonesië werkten, werden er ruim 150 getraceerd inclusief (een deel van) hun oeuvre.

## Enkele architecten in Nederlands-Indië
- Albert Aalbers
- J.F.L. Blankenberg
- Cosman Citroen
- Eduard Cuypers
- Ab Gmelig Meyling
- J.F. van Hoytema
- Thomas Karsten
- Henri Maclaine Pont
- P.A.J. Moojen
- Charles P. Wolff Schoemaker
- S. Snuyf
- Anthony Pieter Smits
- F.L. Wiemans